# Рилский, Владимир
Владимир Георгиев Рилский (болг. Владимир Георгиев Рилски; 10 февраля 1905, Пештера — 6 июня 1969, Девин) — болгарский художник.

## Биография
Родился в семье педагога Георгия Рилского, вырос в Пловдиве, где преподавал его отец. Окончил Болгарскую национальную художественную академию (1929), где среди его учителей были Никола Маринов, Димитр Гюдженов и Стефан Иванов, затем стажировался в Вене.
В 1934—1938 гг. преподавал рисунок в гимназии в Пловдиве, здесь же состоялись его первые выставки в 1936 (совместно со Златю Бояджиевым) и 1938 гг. В этот период Рилский примыкал к группе молодых художников, известных под прозвищем «Бараки» (болг. Бараците — от названия традиционной болгарской породы охотничьих собак). В 1939 году вернулся в Софию, с 1945 года преподавал в художественной академии. Софийскую персональную выставку Рилского в 1946 году открыл своим выступлением писатель Георгий Караславов.
По мере того, как болгарская культурная жизнь преобразовывалась социалистическим режимом на новый лад, выяснилось, что Рилский неспособен в неё вписаться. В 1949 году он оставил столицу и перебрался в Смолян, а затем в село Широка-Лыка. Зарабатывал на жизнь росписью интерьеров, в свободное время занимаясь пейзажной живописью. Персональная выставка Рилского, посвящённая преимущественно родопским пейзажам, прошла в Софии в 1964 году.
Был тяжело ранен пьяным односельчанином, умер через несколько дней в больнице.
Дочь, Мария — художник-реставратор, сын Михаил и внук Пламен — архитекторы.

## Память
Писатель Никола Гигов опубликовал в 1993 году повесть «Убийство Владимира Рилского» (болг. Убийството на Владимир Рилски).
В родном городе художника, Пештере, его именем названа улица (болг. улица "Владимир Рилски").
В селе Широка-Лыка в 2023 году открыт музей-галерея художника.